# پورت کلینتون (اوهایو)
پورت کلینتون(به انگلیسی: Port Clinton) شهری در ایالت اوهایو کشور ایالات متحده آمریکا است که جمعیت آن در سرشماری سال ۲۰۱۰ میلادی، ۶٬۰۵۶ نفر بوده‌است.